# Эдстрём, Ральф
Ральф Сигвард Эдстрём (швед. Ralf Sigvard Edström; 7 октября 1952, Дегерфорс, лен Эребру, Швеция) — шведский футболист, центральный нападающий.
Участник чемпионатов мира 1974 и 1978 годов.

## Карьера

### Клубная
Воспитанник клуба «Дегерфорс», в высшем дивизионе дебютировал в составе «Отвидаберга». В 1971 году выиграл Кубок Швеции, а затем в сезонах 1971/72 и 1972/73 — чемпионат Швеции. В 1972 году был назван футболистом года в Швеции.

### В сборной
За сборную Швеции выступал в период с 1972 по 1980 год. Был основным нападающим команды на ЧМ-1974, по итогам которого получил символическую «Бронзовую бутсу» за 4 забитых мяча.